# إيه إم سي ثياترز
إيه إم سي ثياترز (بالإنجليزية: AMC Theatres)‏ هي سلسلة من قاعات السينما مقرها الرئيسي في هوليوود، وتعتبر أكبر شركة تمتلك قاعات سينما في العالم.